# Otomasicera patella
Otomasicera patella là một loài ruồi trong họ Tachinidae.